# Copa Chile 2008
Copa Chile 2008/2009 var 2008/09 års säsong av Copa Chile och den första säsongen av turneringen sedan 2000 och den 29:e turneringen totalt. Universidad de Concepción stod som vinnare efter en finalseger mot Deportes Ovalle.